# Ninel Kulaghina
Ninel Kulaghina (în rusă Нине́ль Серге́евна Кула́гина, transliterat: Ninel Sergheevna Kulaghina; n. 30 iulie 1926, Leningrad, RSFS Rusă, URSS – d. 11 aprilie 1990), născută Ninel Mihailova, a fost o femeie rusă care pretindea că are puteri paranormale, în special în psihokinezie. Cercetările academice ale fenomenului ei au fost efectuate în URSS în ultimii 20 de ani din viața sa.
Kulaghina era bănuită că utiliza magneți și fire ascunse pentru a-și îndeplini faptele. A fost acuzată de înșelăciune în mai multe rânduri, potrivit autorilor mai multor cărți și publicații. În 1987, Kulaghina a dat în judecată și a obținut o victorie parțială într-un proces de defăimare intentat împotriva unei reviste guvernamentale sovietice care o acuzase de înșelăciune.